# 天津地铁SFM10型电动车组
天津地铁SFM10型地铁列车是天津地铁的车款之一，在3号线运营。

## 簡介
SFM10型由中國南車青島四方機車車輛製造，其中301～308號車為青島下線，309～327是天津本地的中國南車總裝廠組裝。本車款為標準B1型列車，採用第三軌下部受流方式，與天津其他地鐵車型一样車門都為電動塞拉門。
列车主色调为蓝色，并采用国际先进的轻量化不锈钢车体技术，具有耐腐蚀、寿命周期长的特点。车体为外部线条流畅的通长盲窗结构，并具有雅致清新的内部装饰和優良化的旅客信息服务系统。 
2014年，3号线在之前的27列基础上增购4列（328～331号车），采用国产制动系统（与323～327号车的类似），并在天津组装。
2021年，中车唐山公司的子公司——天津中车唐车轨道车辆有限公司启动3号线电客车共计31列车的大修工作。

## 圖集

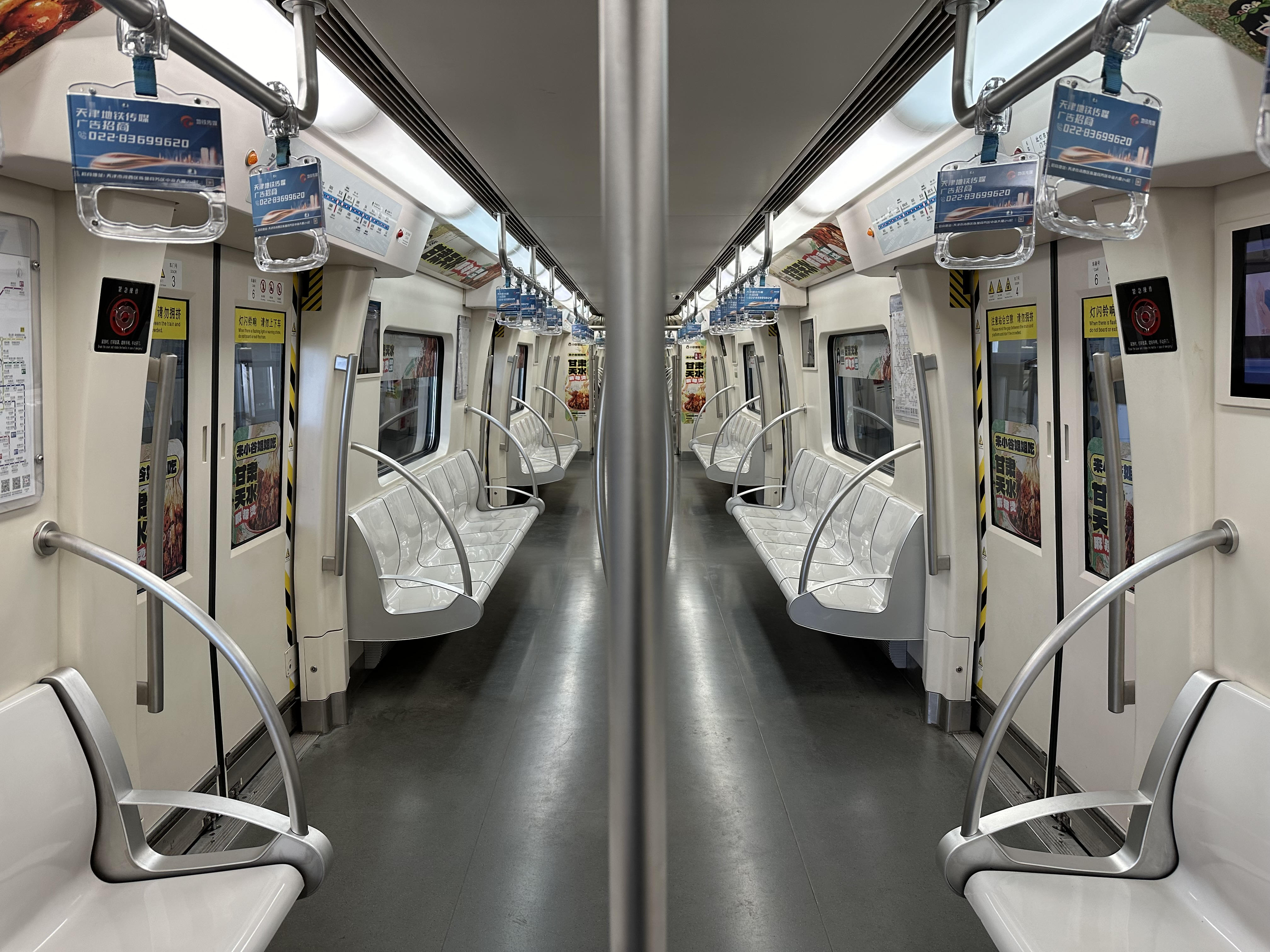
三號線車廂內部
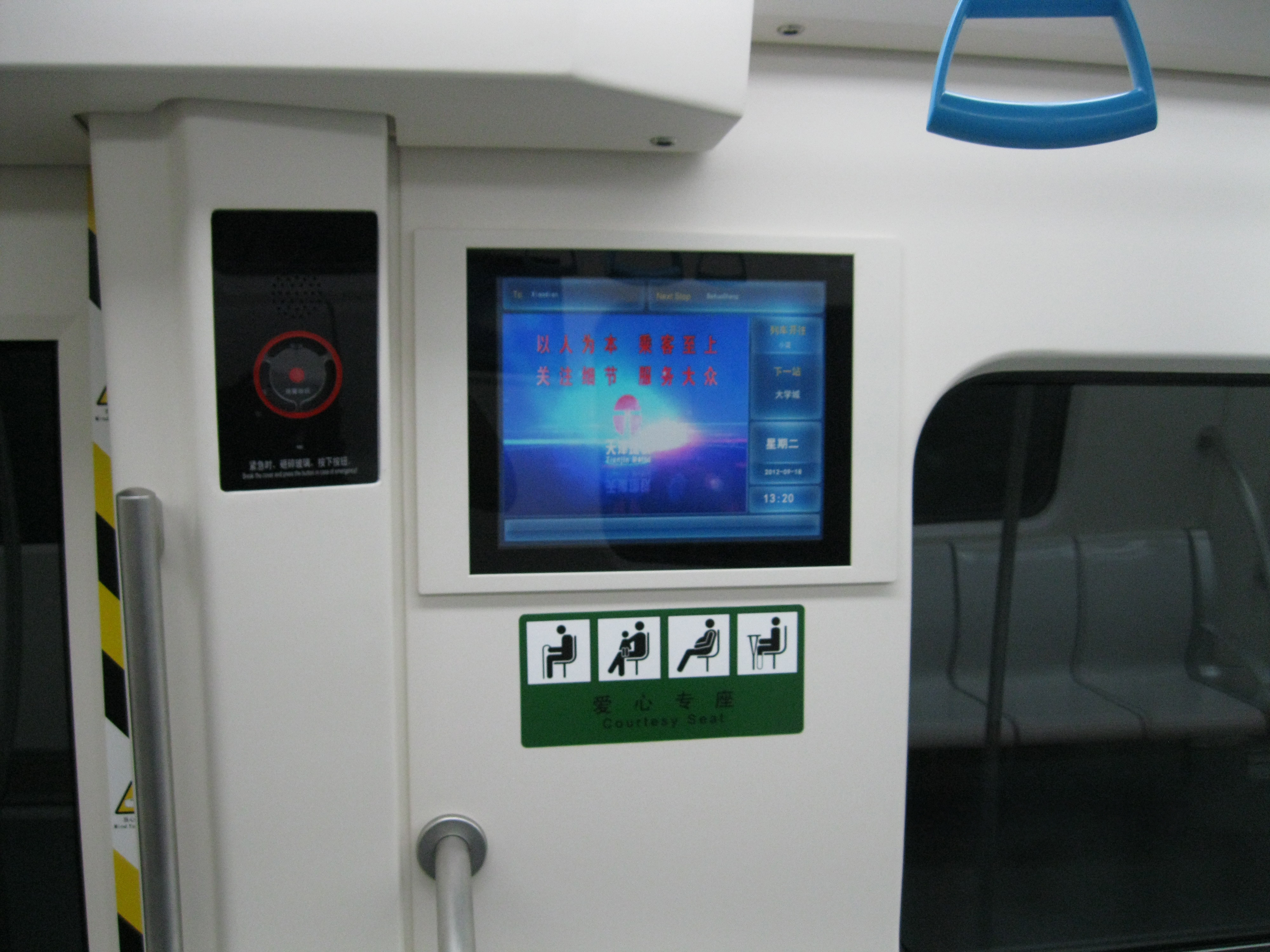
三號線列車上的LCD
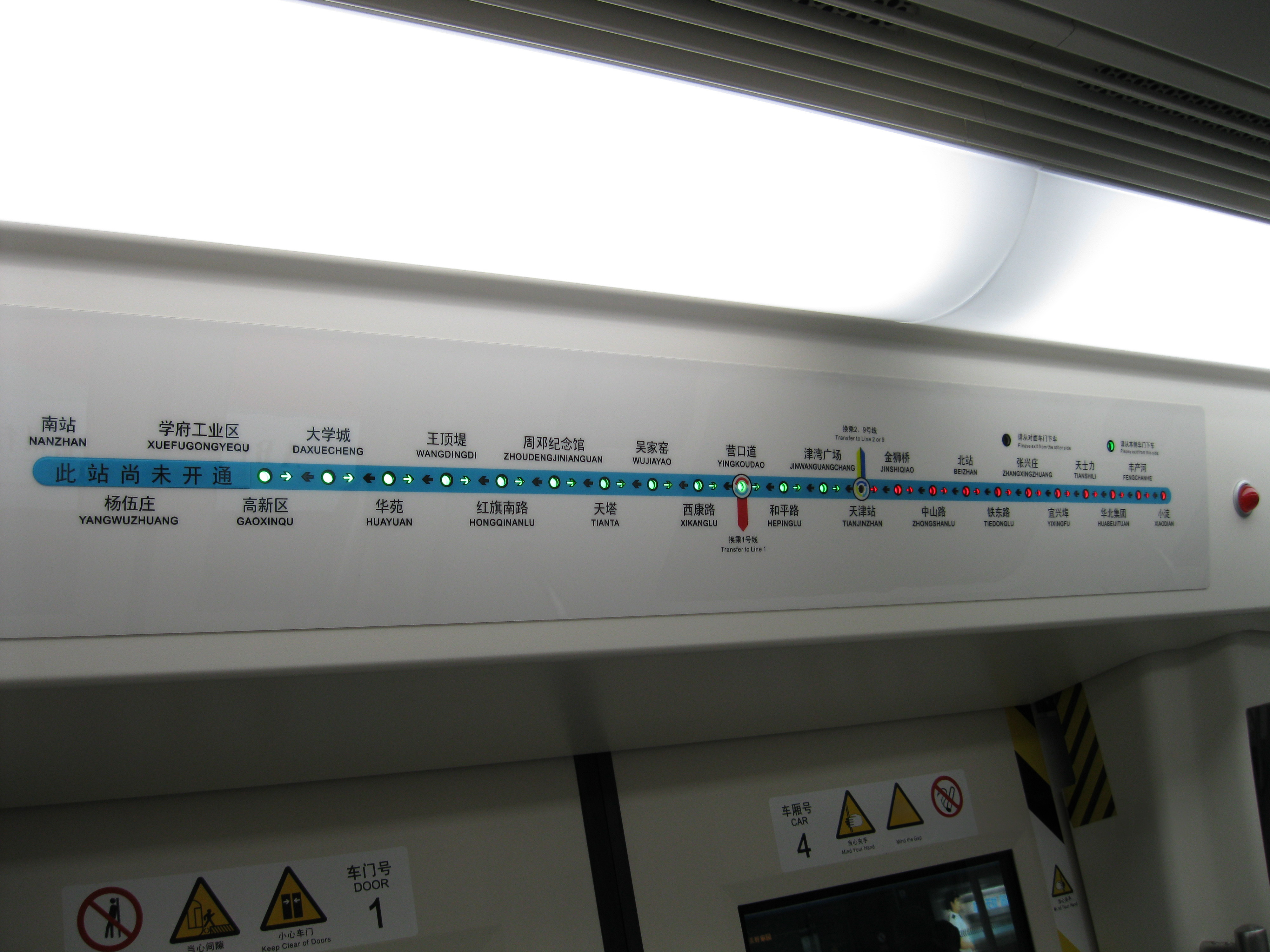
三號線列車閃燈示意圖
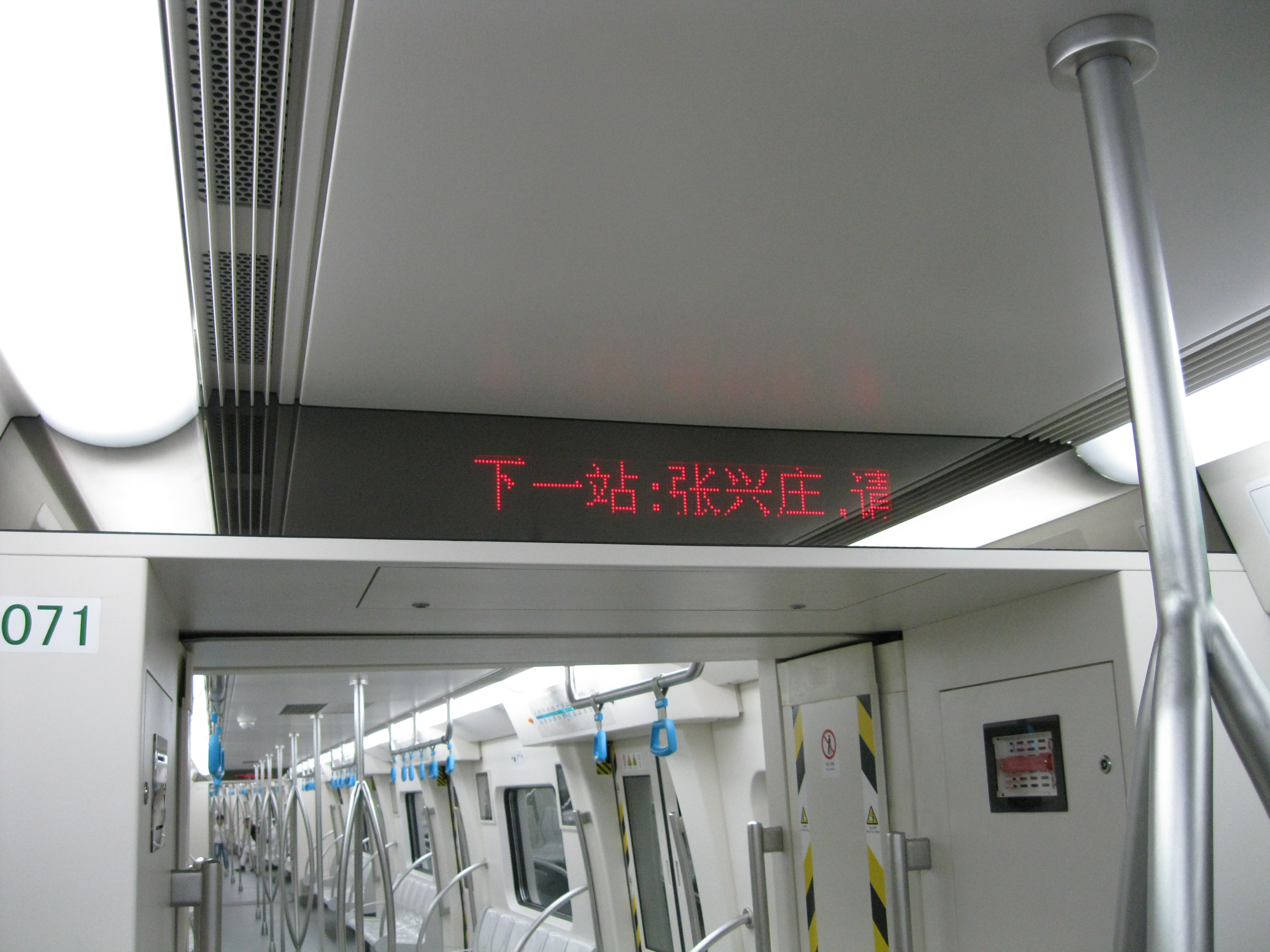
三號線列車上的跑馬燈
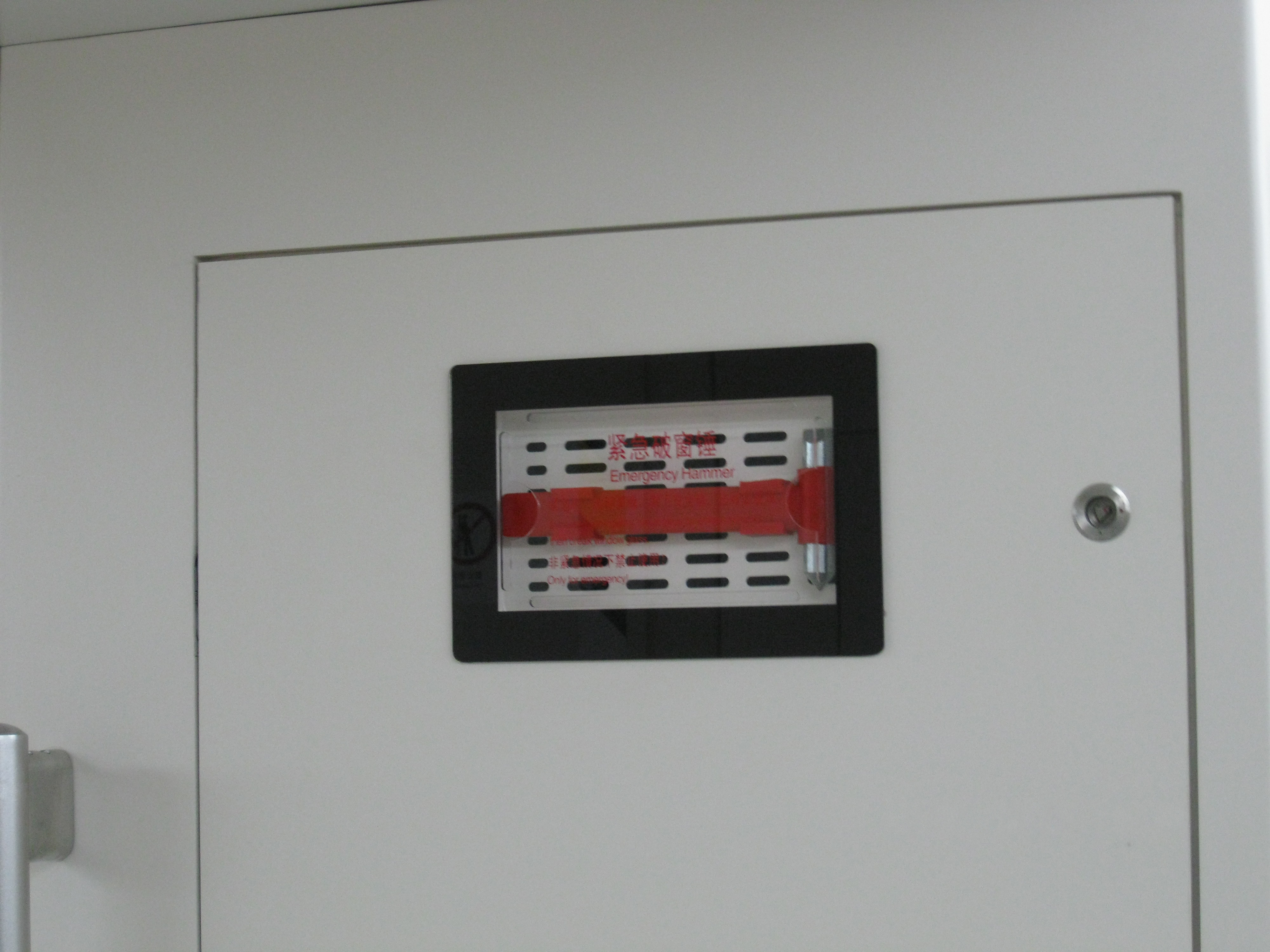
三號線列車上的破窗錘
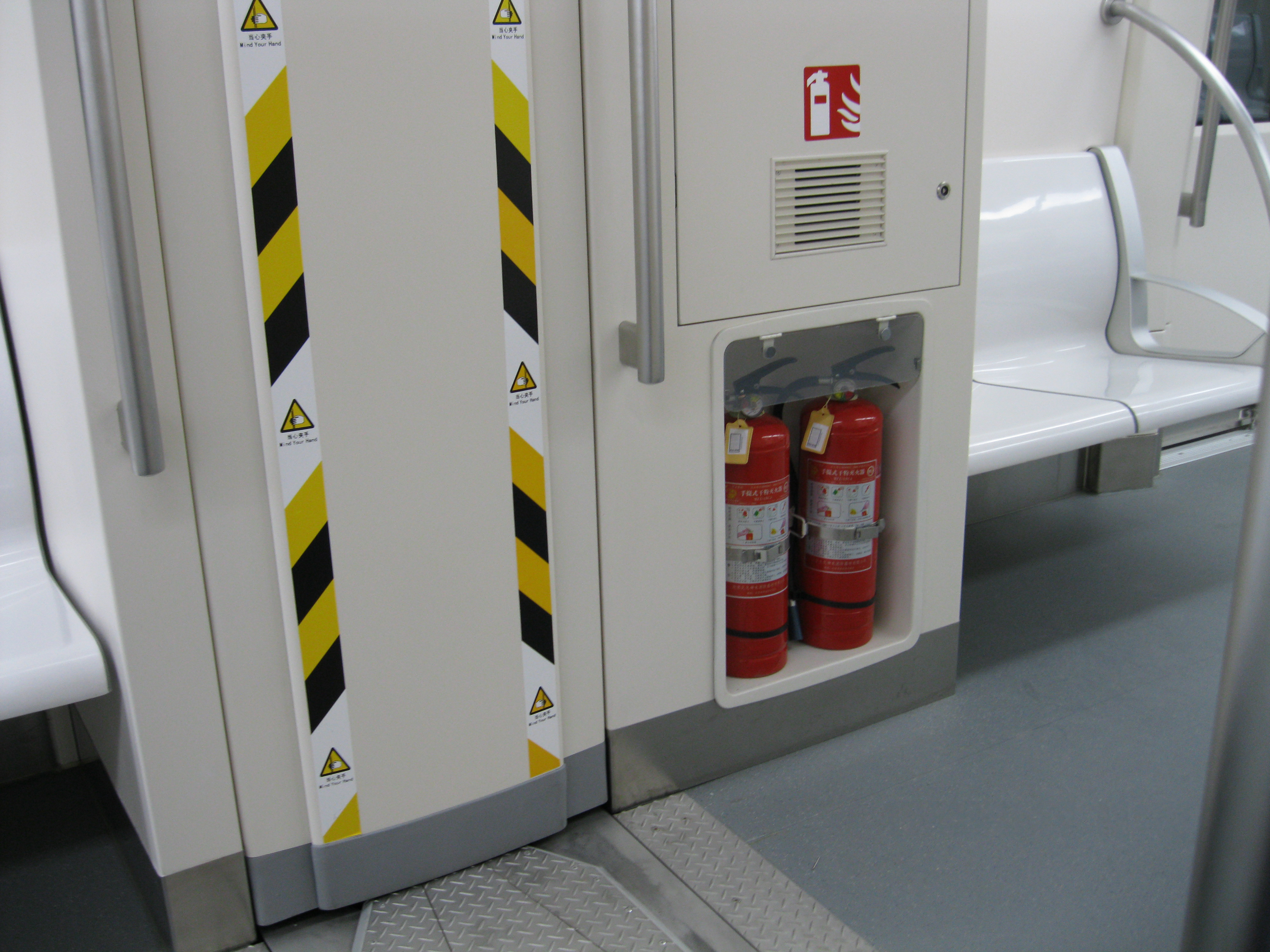
三號線列車上的滅火器
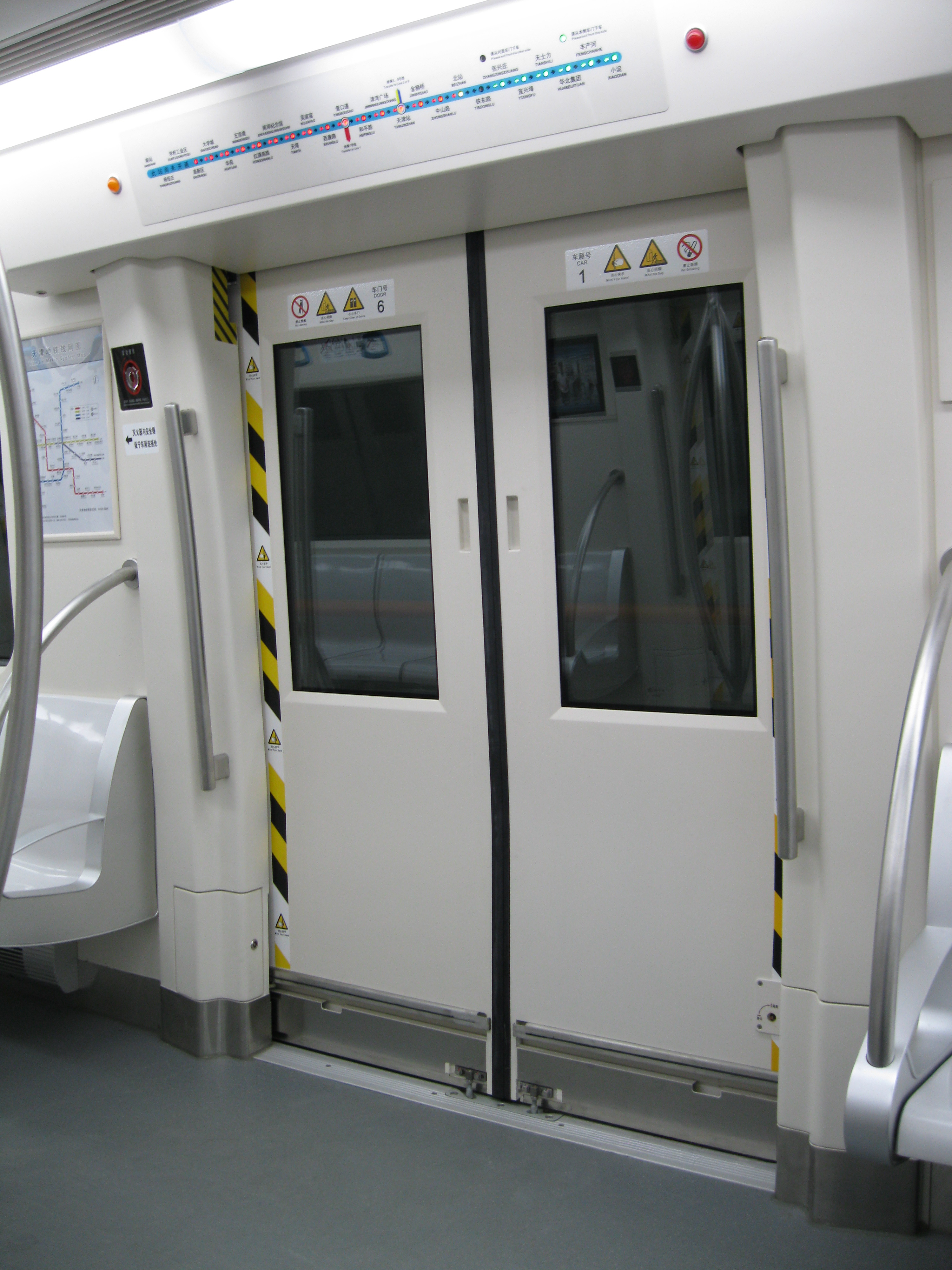
三號線車門
列車上的輪椅泊位